# Majkowice (powiat bocheński)
Majkowice – wieś w Polsce położona w województwie małopolskim, w powiecie bocheńskim, w gminie Bochnia. Znajduje się na równinie Podgórza Bocheńskiego, między rzekami Raba i Gróbka.
W okresie zaborów została tu założona kolonia osadników niemieckich wyznania ewangelickiego, podlegających zborowi w Nowym Gawłowie. Posiadali tu oni własną szkołę wyznaniową.
W latach 1954–1961 wieś należała i była siedzibą władz gromady Majkowice, po przeniesieniu siedziby i zmianie nazwy gromady w gromadzie Bogucice. W latach 1975–1998 miejscowość należała administracyjnie do województwa tarnowskiego. Integralne części miejscowości: Folwark, Krzaki, Nowe Majkowice, Stare Majkowice, Turzec.

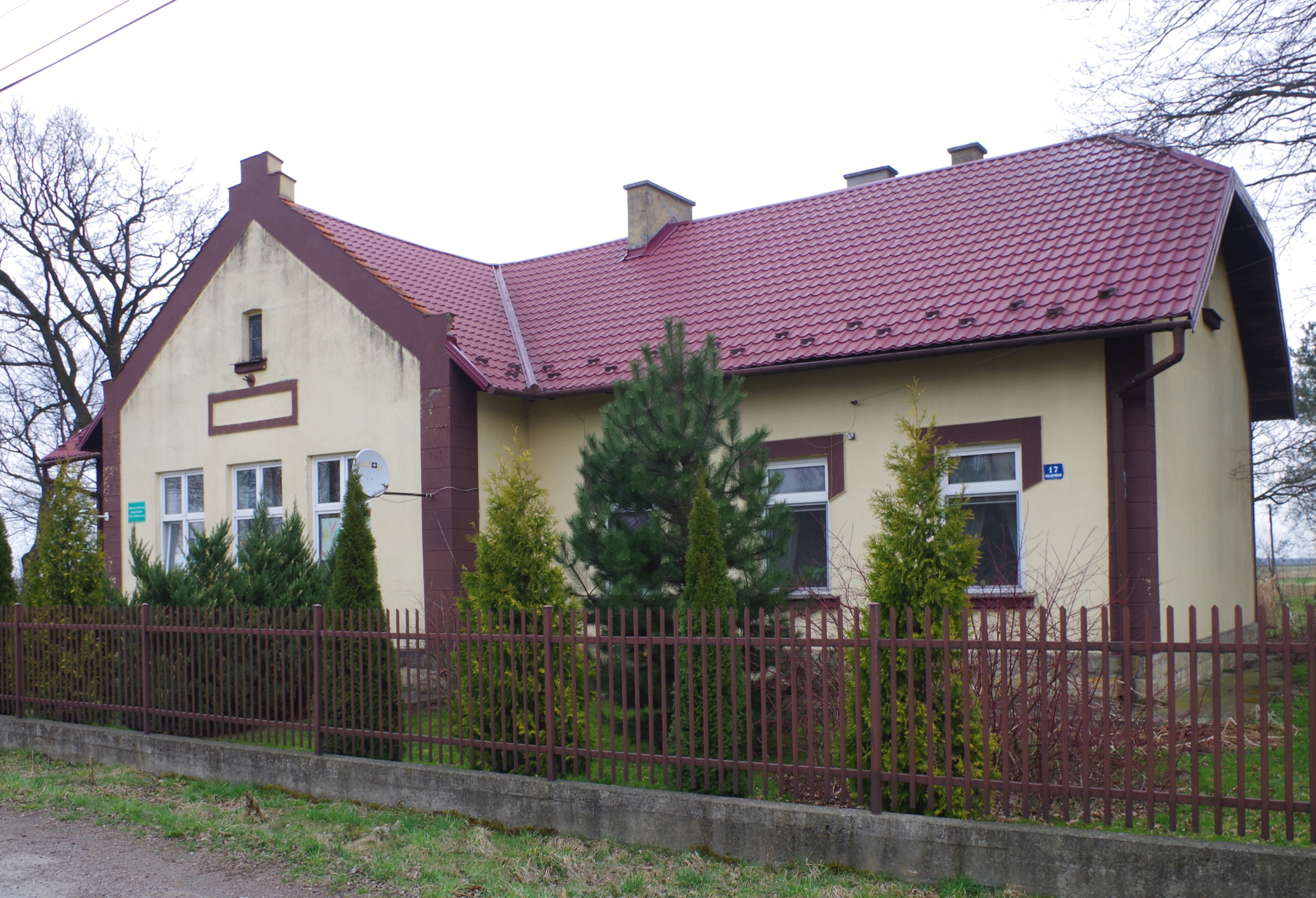
Biblioteka
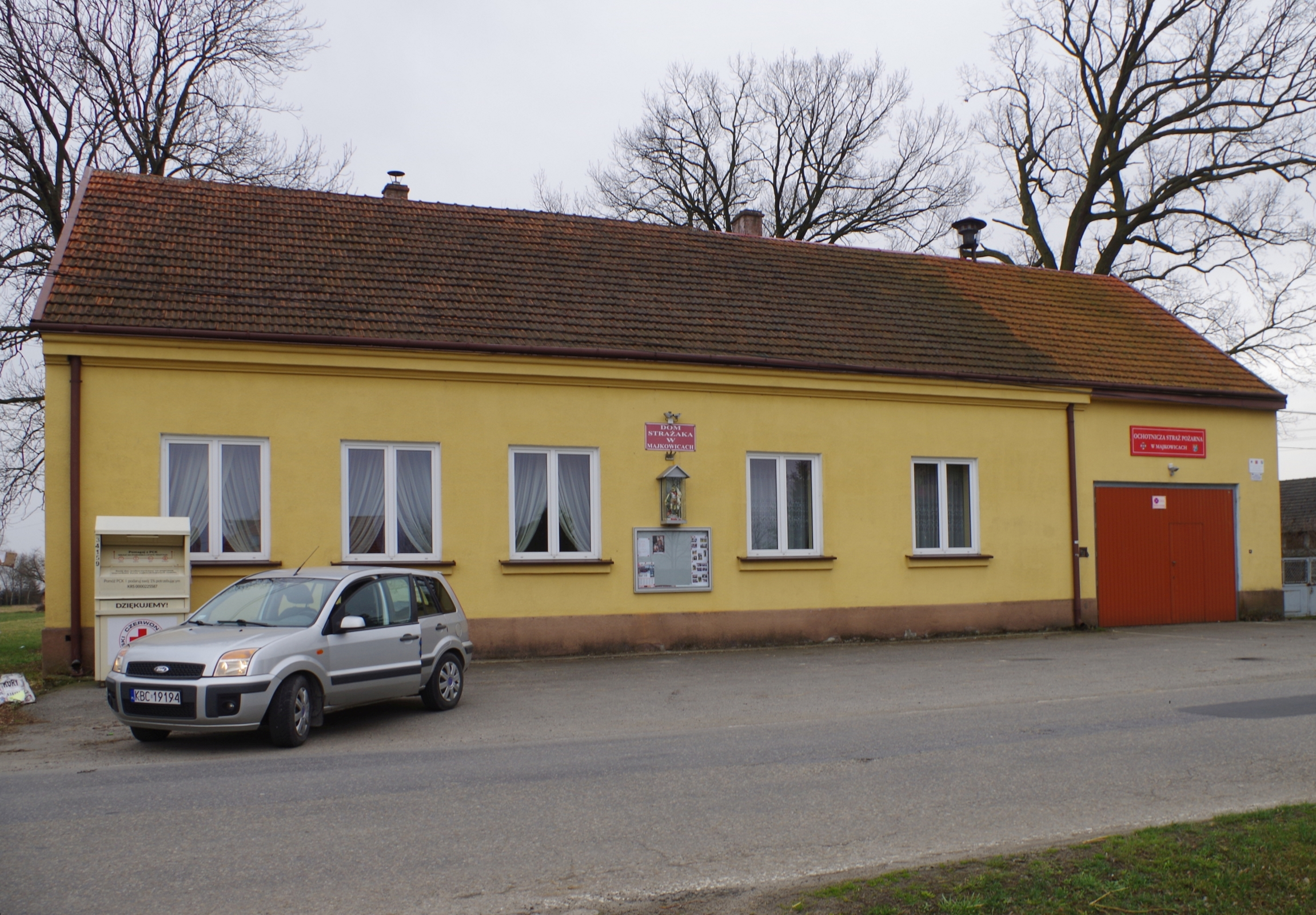
Dom Strażaka